# إيرليخيات
الإيرْليخِيَّات (الاسم العلمي: Ehrlichiaceae) أو الإرْليكيَّة  هي فصيلةٌ من البكتيريا، تقع ضمن رتبة الريكتسيات.

## روابط خارجية
- Ehrlichieae في المكتبة الوطنية الأمريكية للطب نظام فهرسة المواضيع الطبية (MeSH).